# Šarlota de Rohan
Šarlota z Rohanu-Soubise, kněžna z Condé (francouzsky Charlotte Godefride Élisabeth de Rohan, 7. října 1737, Hôtel de Soubise, Francie – 4. března 1760, Hôtel de Condé) byla francouzská šlechtična z rodu Rohanů, která se provdala do rodu Condé, vedlejší větve rodu Bourbonů, vládnoucího v době starého režimu. Byla vážená pro svou krásu, kultivovanost a laskavost.

## Mládí
Charlotte Godefride Élisabeth de Rohan se narodila 7. října 1737 v Paříži, v Hôtel de Soubise, městském paláci Rohanů v módní čtvrti Le Marais. Jejími rodiči byli Karel z Rohanu, kníže ze Soubise, velký přítel francouzského krále Ludvíka XV. a jeho manželka Anna Marie Luisa de La Tour d'Auvergne, vnučka Marie Anny Manciniové, jedné z neteří kardinála Mazarina, zvaných mazarinetek. Přes ni byl Šarlota příbuzná s maršálem Evženem Savojským a Ludvíkem Josefem Bourbonským, dvěma věhlasnými generály z období vlády Ludvíka XIV. Šarlota byla také potomkem Madame de Ventadour, vychovatelky malého Ludvíka XV.
Měla mladší nevlastní sestru Viktorii, dceru otcovy druhé manželky Anny Terezy Savojské. Viktorie se později stala guvernantkou budoucího krále Ludvíka XVI. Viktorie byla také sestřenicí nešťastné přítelkyně Marie Antoinetty, kněžny Marie Luisy de Lamballe. Vzhledem k tomu, že Rohanové pocházeli z Bretaňského vévodství, Šarlotě a její rodině byla u francouzského dvora přiznána hodnost princes étrangers s odpovídajícím oslovením Výsost.
Po smrti své matky v roce 1739 se stala markýzou z Gordes a hraběnkou z Monchy. V roce 1745 se stala z vlastního práva vikomtesou z Guignen. Věnem dostala panství Annonay, které tak přinesla Bourbonům.

## Kněžna z Condé

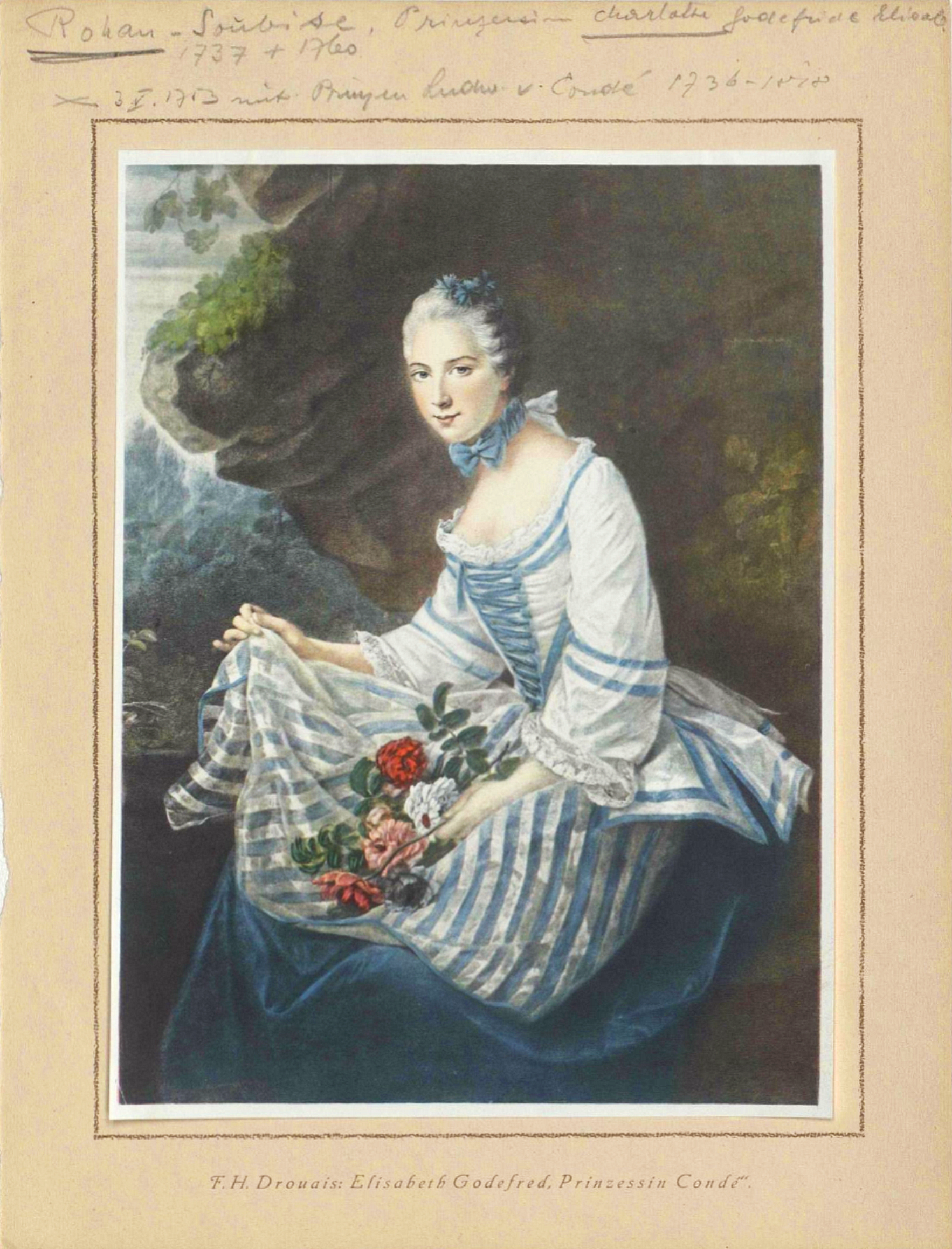
Šarlota Godfrida Alžběta z Rohanu-Soubise, kněžna z Condé

Patnáctiletá Šarlota se 3. května 1753 na zámku Versailles provdala za o rok staršího Ludvíka Josefa Bourbonského, knížete z Condé. Šarlotin otec jí dal údajně věnem 20 milionů livrejí. Ludvík Josef se stal knížetem z Condé v roce 1740, kdy mu zemřel otec, Louis Henri de Bourbon-Condé. Jeho otec, vévoda z Bourbonu (duc de Bourbon), byl hlavním ministrem krále Ludvíka XV. a pomáhal při zařizování sňatku mladého krále s polskou princeznou Marií Leszczyńskou. Zemřel ve věku 47 let, kdy jeho synovi Ludvíku Josefov byly čtyři roky.
Matka Ludvíka Josefa, německá princezna Karolína Hesensko-Rotenburská, zemřela v červnu 1741 ve věku 26 let. Z Ludvíka Josefa se tak stal v pěti letech sirotek a vyrůstal u svého strýce hraběte z Clermontu. Nová kněžna z Condé se stala nejvýznamnější ženou u dvora, hned po královně Marii Leszczyńské a jejích osmi dcerách, orleánské vévodkyni a Mademoiselle, která se později stala její snachou. Ludvík Josef byl princ královské krve s oslovením Jasnost, které se předpokládalo také u Šarloty, když se stala kněžnou z Condé.
Ze sedm let trvajícího manželství se narodily tři děti. Jako první se v roce 1755 narodila dívka, Marie a o rok později syn Ludvík Jindřich. V roce 1757 se narodila další dcera, Luisa Adéla. Šarlota žila v Hôtel de Condé v Paříži, rodinném sídle rodu Condé. Kultivovaná princezna byla velmi laskavá k chudým.
Šarlota zemřela 4. března 1760 v Hôtel de Condé ve věku 22 let po dlouhé nemoci, jak uvedl vévoda z Luynes. Pohřbena byla v karmelitánském klášteře na předměstí Saint-Jacques.
Její manžel se v roce 1798 znovu oženil. Jeho druhou manželkou se stala italská šlechtična Marie Kateřina Brignole, vdova po monackém knížeti Honoré III.

## Potomci
- 1. Marie Bourbonská (16. 2. 1755 Versailles – 22. 6. 1759 tamtéž)[2], pohřbena v karmelitánském klášteře v Paříži[3]
- 2. Ludvík Jindřich Bourbon-Condé (13. 4. 1756 Paříž – 30. 8. 1830 Saint-Leu), [4]vévoda bourbonský a z Enghienu, pán ze Chantilly, od roku 1818 až do své smrti kníže z Condé, jeho smrtí vymřela linie Bourbon-Condé, pohřben v bazilice Saint-Denis[5]
⚭ 1770 Batilda Orleánská (9. 7. 1750 Saint-Cloud – 10. 1. 1822 Paříž)[6]
- 3. Luisa Adelaida Bourbonská (5. 10. 1757 Chantilly – 10. 3. 1824 Paříž), poslední abatyše z Remiremontu[7], pohřbena v klášteře Saint-Louis de Limon ve Vauhallanu[8]